# 山红树
山红树（学名：Pellacalyx yunnanensis）为红树科山红树属下的一个种。其种加词 yunnanensis 意为“云南的”。